# ホルヘ・エランド
ホルヘ・エランド・オロス（Jorge Herrando Oroz、2001年2月28日 - ）は、スペイン・ナバラ州パンプローナ出身のサッカー選手。CAオサスナ所属。ポジションはDF。

## クラブ経歴
CAオサスナのカンテラで育成され、2017-18シーズンにBチームデビューを果たした。2020年12月15日、コパ・デル・レイのUDトマレス戦にて、キケ・サベリオとの途中交代でトップチームデビューを果たした。
2021年7月15日、プリメーラ・フェデラシオンに所属していたUDログロニェスへ1シーズンのレンタル移籍をした。